# Pliopontonia
Pliopontonia is een geslacht van kreeftachtigen uit de klasse van de Malacostraca (hogere kreeftachtigen).

## Soorten
- Pliopontonia furtiva Bruce, 1973
- Pliopontonia harazakii Okuno, 2009